# Global War on Terrorism Service Medal
Die Global War on Terrorism Service Medal (GWOTSM; deutsch Medaille für den Dienst im Krieg gegen den Terror) ist eine militärische Auszeichnung der Streitkräfte der Vereinigten Staaten. 2003 per Dekret des damaligen US-Präsidenten George W. Bush geschaffen, wird die GWOTSM seitdem an Angehörige der Streitkräfte für ihre Unterstützung im Krieg gegen den Terror vom 11. September 2001 bis zu einem noch zu bestimmenden Datum verliehen. Vom März 2003 und bis September 2022 wurde die GWOTSM quasi automatisch an fast alle Angehörige der US-Army verliehen. Seit dem 11. September 2022 wird der GWOTSM nur noch an Militärangehörige verliehen, die im Wirkungsbereich genehmigter Kampagnen im Zusammenhang mit dem globalen Krieg gegen den Terrorismus eingesetzt sind.

## Vergabekriterien
Die GWOTSM wurde – gemeinsam mit der Global War on Terrorism Expeditionary Medal – mit der Executive Order 13289 vom 12. März 2003 eingeführt. Um die Auszeichnung zu erhalten, müssen Angehörige der Streitkräfte mindestens 30 aufeinanderfolgende oder aber 60 nicht aufeinanderfolgende Tage Dienst in einer als solche ausgewiesenen Antiterrormaßnahme leisten. Für Diensttuende, die während ihres Einsatzes unter Feuer geraten, verwundet werden oder fallen, sind diese zeitlichen Voraussetzungen außer Kraft gesetzt. Die Auszeichnung darf grundsätzlich auch posthum verliehen werden.
Die Verleihung der GWOTSM setzt keine direkte Teilnahme an Kampfhandlungen voraus, auch unterstützende Tätigkeiten für im Einsatz befindliche Truppen können zum Erhalt der Auszeichnung berechtigen.
Der erste Einsatz, der (per Dekret von 2003 nachträglich autorisiert) zum Erhalt der Auszeichnung berechtigte, war die sogenannte „Airport Security Operation“, die zwischen dem 27. September 2001 und dem 31. Mai 2002 stattfand. Weitere Operationen waren die Operation Enduring Freedom, Operation Noble Eagle und Operation Iraqi Freedom. Ob eine Operation die Vergabe der Auszeichnung rechtfertigt, liegt – die Zustimmung des Vereinigten Generalstabs und des Verteidigungsministeriums vorausgesetzt – im Ermessen der zuständigen Befehlshaber der beteiligten Hauptkommandos der Teilstreitkräfte.
Die GWOTSM wird nur einmal verliehen, Service Stars, wie sie bei anderen Auszeichnungen erworben werden können, sind nicht vorgesehen.

## Aussehen
Die Medaille ist eine bronzefarbene Metallscheibe von 3,175 cm Durchmesser. Die Vorderseite zeigt einen Adler mit ausgebreiteten Schwingen, dessen Brust von einem Schild mit 13 vertikalen Streifen bedeckt ist. In seiner rechten Klaue hält der Adler einen Olivenzweig, in der linken drei Pfeile. Den Kopf des Adlers umgeben ein stilisierter Globus und der Schriftzug WAR ON TERRORISM SERVICE. Die Rückseite der Medaille zeigt einen Lorbeerzweig.
Die Medaille wird an einem 3,5 cm breiten blauen, von goldgelben, scharlachroten und weißen Streifen durchwirkten Band getragen.